# Израэлиты
Израэлиты (ивр. בְּנֵי יִשְׂרָאֵל‎, бней-Исраэль —  «дети Израиля») — историческая группа семитских племён на древнем Ближнем Востоке, которые в железном веке населяли часть Ханаана.
Самые ранние зарегистрированные свидетельства существования народа по имени Израиль появляются на стеле Мернептаха в древнем Египте, датируемой примерно 1200 годом до н. э. Согласно современным археологическим данным, израэлиты и их культура отделились от ханаанских народов и их культур посредством развития отдельной монолатристской, а затем и монотеистической религии, сосредоточенной на национальном боге Яхве. Они говорили на архаичной форме еврейского языка, которая была региональной разновидностью ханаанского языка, известного сегодня как библейский иврит.
Согласно Танаху, израэлиты, то есть «сыны Израиля» являются потомками Иакова, сменившего имя на «Израиль», и, таким образом, все израэлиты — евреи, и наоборот. После сильной засухи Иаков и его двенадцать сыновей бежали в Египет, где в конце концов сформировали Двенадцать колен Израиля. Позднее израэлиты были выведены из египетского рабства и впоследствии приведены Моисеем в Ханаан, в конце концов они завоевали Ханаан под предводительством Иисуса Навина. Большинство современных учёных сходятся во мнении, что Тора не даёт достоверного отчета о происхождении израэлитов, и рассматривают её как часть национального мифа евреев. Однако общепризнанно, что у этого повествования есть «историческое ядро».
За племенным периодом последовало возвышение двух израильских царств: северного Израиля и южной Иудеи. Танах изображает Израиль и Иудею как преемников более раннего объединенного Израильского царства, хотя его историчность оспаривается. В этом контексте израэлиты могут пониматься как жители северного Израильского царство со столицей в Самарии в отличие от жителей южного Иудейского царства со столицей в Иерусалиме; существуют предположение, что две эти общности различались и до возникновения царств.
Израильское царство было разрушено Новоассирийским царством около 720 года до н. э., в то время как Иудейское царство было разрушено Нововавилонским царством только в 586 году до н. э. Часть населения Иудеи была сослана в Вавилон, но вернулась на родину предков после того, как Кир Великий завоевал этот регион и разрешил евреям вернуться.
Евреи и самаритяне являются потомками древних израэлитов. Современные евреи считаются в основном происходящими от населения Иудейского царства — колена Иуды, колена Вениамина и частично колена Леви, поскольку десять северных колен считаются потерянными после ассирийского плена. Самаритяне заявляют о своем происхождении от колена Ефрема и колена Манассии (два сына Иосифа), а также от колена Леви. Другие группы также заявляли о своей принадлежности к израильтянам на протяжении всей истории.